# ليمور قردي
الليمور القردي (الاسم العلمي:‡Hadropithecus) هو جنس منقرض من الحيوانات يتبع الفصيلة الإندرية من رتبة الرئيسيات.